# Heinrich Mertens
Heinrich Mertens (Düsseldorf, 6 de fevereiro de 1906 — Áustria, 16 de junho de 1968) foi editor do jornal mensal A Folha Vermelha dos Socialistas Católicos e prefeito de Halle (Saale) e Jena.

## Biografia
Era filho de um operário que trabalhava na siderurgia, sua mãe vinha de uma família judia de artesãos. Por motivos financeiros, ele não pode a frequentar a escola primária. Depois de completar seu aprendizado comercial (1919-1922) e passar cerca de seis meses na escola missionária da Ordem Franciscana em Plombières (Bélgica) (1923), aos 18 anos, foi para Viena para juntar-se ao "Herrgottsknechten", entidade composta por jovens católicos que faziam trabalhos sociais artesanais gratuitos e que viviam de modo deliberadamente modesta.
Entre 1925 e 1926, publicou o livro “Ruf zur Wende – Blätter zur katholischen Erneuerung” (Chamado ao Retorno - Documentos para a Renovação Católica).
Em Viena, se juntou a um círculo liderado pelo reformador social católico Anton Orel (1881–1959) que publicava o jornal semanal "Das neue Volk" (O novo Povo). Mas se afastou de Orel, por entender que o anticapitalismo social-romântico de Orel desatualizado e inadequado para a prática cotidiana e por rejeitar o "antijudaísmo" defendido por Orel.
Mertens defendia a superação do capitalismo por meio do socialismo, mas rejeitava os elementos materialistas e ateus do marxismo.
Em 1926, por meio da Associação do Popular por uma Alemanha Católica, ele conseguiu um emprego na sede da Associação de Jovens Católicos de Düsseldorf. Devido ao seu compromisso aberto com o socialismo, ele foi rapidamente demitido. Depois disso, por meio de Wilhelm Sollmann (1881–1951), editor chefe da equipe editorial do "Rheinische Zeitung" (Gazeta Renana), se tornou editor do suplemento "Die Tribüne", dedicado ao diálogo entre cristãos e socialistas. No mesmo ano ele ingressou no Partido Social-Democrata da Alemanha (SPD).
Em 1928, fundou a “Associação dos Socialistas Católicos na Alemanha”, cuja sede nacional ficava em Colônia (Alemanha) e que publicaria, mensalmente, a "Roten Blatt der katholischen Sozialisten" (Folha Vermelha dos Socialistas Católicos). Maioria dos integrantes era militante do SPD. Alguns jovens padres, também se juntaram utilizando pseudônimos.
A Folha Vermelha foi publicada entre em janeiro de 1929 e dezembro de 1930 e tinha cerca de 1.800 assinantes, principalmente corporações católicas, intelectuais católicos e, também, alguns teólogos protestantes.
A partir de janeiro de 1931, a “Folha Vermelha”, se fundiu com o: "Zeitschrift für Religion und Sozialismus" (Jornal para Religião e Socialismo), publicado desde 1929, que era ligado aos socialistas religiosos evangélicos. Mertens passou a ser o redator da publicação.
Em 1932, começou a estudar: filosofia, economia, educação e psicologia em Frankfurt, como bolsista da Fundação Abraham Lincoln. Naquela cidade, trabalhou no "Instituto para Pesquisa Social", onde teve contato com Theodor W. Adorno e Max Horkheimer. No entanto, em 1933, perdeu a bolsa por motivos políticos, o que o forçou a abandonar os estudos em Frankfurt.
Mais tarde, ele conseguiu um emprego na emissora de rádio em Frankfurt e ingressou na Sturmabteilung (SA - uma milícia paramilitar nazista. Na época, ele esperava por uma "segunda revolução" dentro do nazismo, que seria um levante dos socialistas contra os nacionalistas.
Em fevereiro de 1936, foi preso pela Gestapo em conexão com o julgamento por alta traição contra o padre católico Joseph Rossaint (1902–1991) sob a acusação de atividades marxistas ilegais, mas foi libertado após oito meses e meio em confinamento solitário por falta de provas.
Durante a Segunda Guerra Mundial, trabalhou no escritório da editora da Sociedade de Berlim, onde fez contato com vários grupos de resistência e participou do apoio aos judeus escondidos.
Com o fim da Segunda Guerra Mundial, em 14 de abril de 1945, foi nomeado como prefeito de Eisleben pelas forças armadas dos Estados Unidos, mas só permaneceu no cargo por até 31 de outubro.
Participou da fundação do Partido Liberal Democrático (RDA), pelo qual foi prefeito de Halle (Saale) e, em 26 de setembro de 1946, prefeito de Jena.
Em 1947, fugiu para o Ocidente com sua esposa Maria, com quem se casara em 1929, e suas duas filhas.
Na Alemanha, voltou a se aproximar do Partido Social-Democrata da Alemanha.
Em 1968, morreu em um acidente de trânsito na Áustria.

## Obras
- Organizador de “Das Rote Blatt der katholischen Sozialisten”. Anos 1 e 2. Mittelrheinische Druckerei und Verlagsanstalt, Colônia 1929 / Verlag der religiösen Sozialisten, Mannheim 1930. Unveränderter Neudruck: Auvermann, Glashütten im Taunus 1972. (Ed.): (O lençol vermelho dos socialistas católicos. Editora dos socialistas religiosos).
- Katholische Sozialisten. Verlag der religiösen Sozialisten, Mannheim 1930. (Socialistas católicos. Editora dos socialistas religiosos).
- Unvergessene Brückenschläge. Hrsg. vom Zentralausschuß der sozialistischen Bildungsgemeinschaften des Landes NRW. Reddigau, Colônia 1962 (em co-autoria com com Heinz Kühn e Walter Dirks) (“Pontes não esquecidas”. Editado pelo Comitê Central das Comunidades Educacionais Socialistas do Estado da Renânia do Norte-Vestfália).

## Artigos
- Die Position des katholischen Sozialisten. In: Die Schildgenossen. 8, 1928, Nr. 5, S. 422–434. - (A posição do socialista católico. In: Os camaradas do escudo)
- Das sehen wir – Das wollen wir! Ruf an die Katholiken. In: Das Rote Blatt der katholischen Sozialisten. 1, 1929, Nr. 1, S. 1. - (Nós vemos isso - nós queremos isso! Chamado aos católicos. In: A Folha Vermelha dos Socialistas Católicos. 1, 1929, nº 1, página 1.)
- Bilanz. Unser Ursprung – Die katholische Kritik – Was wird? In: Das Rote Blatt der katholischen Sozialisten. 1, 1929, Nr. 11/12, S. 69. - (Balanço patrimonial. Nossa origem - a crítica católica - o que será? In: A Folha Vermelha dos Socialistas Católicos. 1, 1929, nº 11/12.)
- Probleme der katholisch-sozialen Bewegung und die Position der katholischen Sozialisten. In: Zeitschrift für Religion und Sozialismus. 2, 1930, S. 20–34. - (Problemas do Movimento Social Católico e a Posição dos Socialistas Católicos. In: Jornal sobre Religião e Socialismo. 2, 1930.)
- Das Recht und die Aufgabe der katholischen Sozialisten in Kirche und Arbeiterschaft. In: Zeitschrift für Religion und Sozialismus. 2, 1930, S. 351–365. - (O direito e o dever dos socialistas católicos na igreja e entre os trabalhadores. In: Jornal sobre Religião e Socialismo nº 2, 1930.)
- Die Enzyklika „Quadragesimo anno“ und die neueste katholische Sozialismuskritik. In: Zeitschrift für Religion und Sozialismus. 3, 1931, S. 389–397. - (A encíclica "Quadragesimo anno" e as últimas críticas católicas ao socialismo. In: Jornal sobre Religião e Socialismo nº 3, 1931.)
- Stand oder Klasse? In: Rhein-Mainische Volkszeitung. Nr. 96 vom 26. April 1928, S. 1f. und Nr. 97 vom 27. April 1928, S. 1f.

## Obras sobre Heinrich Mertens
- Georg Humbert: Katholiken und religiöse Sozialisten in der Weimarer Zeit – insbesondere Heinrich Mertens, Ernst Michel und das Rote Blatt der katholischen Sozialisten. Unveröffentlichte Diplomarbeit. Bochum 1975. - (Católicos e socialistas religiosos no período de Weimar - especialmente Heinrich Mertens, Ernst Michel e a folha vermelha dos socialistas católicos.)
- Georg Humbert: Katholische Sozialisten in Weimar. Das Rote Blatt und der Kreis um Ernst Michel und Heinrich Mertens. In: "Christ und Sozialist". Blätter des Bundes der Religiösen Sozialisten Deutschlands e.V. 2. Vierteljahr. Bielefeld 1984, S. 34–40. - (Socialistas católicos em Weimar. O lençol vermelho e o círculo em torno de Ernst Michel e Heinrich Mertens . In: “Cristo e Socialista”. Folhas da Federação de Socialistas Religiosos Alemanha)
- Wolfgang Klein: Das Rote Blatt der katholischen Sozialisten. In: Jahrbuch für Christliche Sozialwissenschaften. 16, 1975, S. 139–159. - (O lençol vermelho dos socialistas católicos. In: Anuário de Ciências Sociais Cristãs.)
- Klaus Kreppel: Feuer und Wasser. Katholische Sozialisten in der Weimarer Republik. In: „kritischer Katholizismus. Zeitung für Theorie und Praxis in Gesellschaft und Kirche.“ Früher Rothenfelser Hefte. 4. Jahrgang Colônia 1971. Nr. 6, S. 4. - (Fogo e Água. Socialistas católicos na República de Weimar. In: “Catolicismo crítico . Jornal de teoria e prática na sociedade e na igreja.”)
- Ulrich Bröckling: Katholische Intellektuelle in der Weimarer Republik. Zeitkritik und Gesellschaftstheorie bei Walter Dirks, Romano Guardini, Carl Schmitt, Ernst Michel und Heinrich Mertens. Fink, München 1993. - (Intelectuais católicos na República de Weimar. Críticas ao tempo e à teoria social com Walter Dirks, Romano Guardini, Carl Schmitt, Ernst Michel e Heinrich Mertens.)
- Andreas Lienkamp: Theodor Steinbüchels Sozialismusrezeption. Eine christlich-sozialethische Relecture. Schöningh, Paderborn, Munique, Viena, Zurique 2000, S. 275–353 (Digitalisat). - (a recepção do socialismo por Theodor Steinbüchel. Uma Releitura Cristã-Social-Ética.